# 전격 G's 매거진
《전격 G's 매거진》은 미소녀 캐릭터 전문 잡지이다. 일본에서 발매중인 잡지이며 게임이나 애니메이션 등의 미소녀 캐릭터에 대해 다룬다. 18금 게임이나 애니메이션을 다루기는 하나, 해당 내용은 나오지 않는다.
ASCII 미디어 웍스(구 미디어 웍스)에서 발행하는 일본 잡지로 주로 미소녀 게임에 대한 정보를 포함하지만 미소녀 게임을 기반으로 한 애니메이션에 대한 전체 섹션을 포함하고 있으며 연재 중인 일본 잡지이다. 제목의 "G"는 "Gals"와 "Games"를 의미한다. 이 잡지는 잡지를 읽는 사람들에 의해 결과가 직접적으로 영향을 받는 독자 참여 게임을 호스트하는 것으로 유명하다. 이러한 게임으로는 시스터 프린세스, 스트로베리 패닉! 등이 있다. 전격 G's 매거진은 1992년 12월 26일에 전격 PC 엔진이라는 제목으로 1993년 2월호로 처음 판매되었으며, 2002년 현재 제목으로 변경되었다. 특별판 스핀오프 버전인 전격 G's 페스티벌!이 불규칙한 간격으로 발행되며 각 호는 특정 미소녀 게임에 중점을 둔다.
이 간행물에는 350페이지가 넘는 문제가 있다. 잡지 페이지의 약 절반이 색칠되어 있으며 게임이나 애니메이션에 대한 정보가 포함되어 있다. 잡지의 끝에 있는 나머지 페이지는 연재 만화 시리즈이다. 일반적인 일본 간행물과 달리 잡지의 전반부는 오른쪽에서 왼쪽으로 페이지가 넘어가지만 만화 시리즈를 읽을 때는 전통적인 왼쪽에서 오른쪽 구성으로 전환된다. 전격 G's 매거진은 2007년에 창간 15주년, 2007년 10월호로 창간 200주년을 맞았다.

## 시리즈
만화
- 엔젤 비트
- 베이비 프린세스
- 클라나드
- D.C. 다카포 II
- D.C. 다카포 III
- 대도서관의 양치기
- 전파녀와 청춘남
- 포춘 아테리얼
- 키노의 여행
- 길티 크라운
- 경계선상의 호라이즌
- 사랑과 선거와 초콜릿
- 리틀 버스터즈!
- 마이 오토메
- 일곱빛깔★드롭스
- 내 여동생이 이렇게 귀여울 리가 없어
- 리라이트 (비주얼 노벨)
- 로큐브!
- 사쿠라장의 애완 그녀
- 소드 아트 온라인
- 스트로베리 패닉!
- THE IDOLM@STER 2
- 칭송받는 자
- 비비드레드 오퍼레이션
- 새벽녘보다 유리색인

라이트 노벨
- 후타코이 얼터너티브
- Myself ; Yourself
- RELEASE THE SPYCE